# U 618
U 618 war ein deutsches U-Boot vom Typ VII C der Kriegsmarine im Zweiten Weltkrieg.

## Geschichte

### Bau und Indienststellung
U 618 wurde am 29. Mai 1941 bei Blohm & Voss in Hamburg auf Kiel gelegt, der Stapellauf erfolgte am 20. Februar 1942. Am 16. April 1942 wurde es unter dem Kommando von Oberleutnant zur See Kurt Baberg in Dienst gestellt.

### Flottillenzugehörigkeit und Kommandanten
Bis 31. August 1942 gehörte es zwecks Ausbildung zur 5. U-Flottille in Kiel. Danach, ab dem 1. September 1942 wurde es der 7. Flottille in St. Nazaire als Frontboot zugeteilt.

#### Kurt Baberg
Kurt Baberg wurde am 23. Februar 1917 im Duisburger Stadtteil Ruhrort geboren und trat 1936 in die Kriegsmarine ein. Im Jahr 1939 diente er zunächst als Zugoffizier bei der 10. Schiffsstammabteilung in Wesermünde und kam dann zur U-Flottille Weddingen in Kiel. Von Sommer 1941 bis zum Frühjahr 1942 unternahm Baberg als Kommandant Ausbildungsfahrten in der Ostsee mit U 30. Am 16. April übernahm er das Kommando auf U 618, mit dem er sechs Feindfahrten unternahm. In den letzten Kriegstagen des Jahres hatte Baberg das Kommando auf U 827 inne. Aus der Kriegsgefangenschaft wurde er im Dezember 1945 entlassen. Im Jahr 1986 beteiligte sich Baberg gemeinsam mit Karl-Friedrich Merten mit der Veröffentlichung des Buchs Wir U-Bootfahrer sagen Nein: So war das nicht an der Buchheim-Kontroverse und positionierte sich gegen den Autor Lothar-Günther Buchheim. Kurt Baberg starb 2003.

#### Erich Faust
Erich Faust wurde am 22. April 1921 in Cuxhaven geboren und trat 1939 in die Kriegsmarine ein. Von Sommer 1942 bis Herbst 1944 fuhr er als Wachoffizier auf U 412 und U 667. Im Anschluss an einen Kommandantenlehrgang bei der 27. U-Flottille in Gotenhaven übernahm Faust das Kommando auf U 618, mit dem er einige Monate später in der Biskaya versenkt wurde.

### Einsätze
Insgesamt lief U 618 zu zehn Unternehmungen aus. Auf seiner ersten Feindfahrt mit diesem Boot versenkte Kurt Baberg ein britisches und ein amerikanisches Schiff. U 618 lief am 1. September 1942 von Kiel aus. Vorgesehenes Operationsgebiet war der Nordatlantik. Mitte Oktober ließ Kommandant Baberg einen 4er Torpedofächer auf zwei Frachter feuern. Er erhorchte anschließend drei Detonationen. Dabei wurde der britische Frachter Empire Mersey mit 5.791 BRT versenkt. Einige Tage später versenkte Baberg den amerikanischen Frachter Angelina (4.772 BRT) mit einem 2er Torpedofächer. Am 28. Oktober erreichte U 618 Saint-Nazaire. Von hier aus lief das Boot zu vier weiteren Unternehmungen aus:
- 25. November 1942 bis 18. Januar 1943
- 21. Februar bis 7. Mai 1943
- 8. Juni bis 5. September 1943 - auf dieser Feindfahrt versenkte Kurt Baberg ein britisches Schiff, die Empire Kohinoor mit 5.225 BRT.[6]
- 11. November 1943 bis 4. Januar 1944 - am Ende dieser Unternehmung lief U 618 in Lorient ein

Nach einem Angriff auf das U-Boot konnte die Besatzung trotz schwerer Schäden 21 Männer des kurz zuvor versenkten deutschen Zerstörers Z 27 aus der See retten und an Land bringen.
- 2. Februar bis 8. April 1944 - diese Unternehmung beendete das Boot erneut in Saint-Nazaire. Am 16. April übergab Kurt Baberg das Kommando an Oberleutnant Erich Faust.[7]
- 25. Mai 1944
- 26.–30. Juli 1944
- 2.–4. August 1944

### Versenkung
Zu seiner zehnten und letzten Unternehmung lief U 618 am 11. August 1944 aus Brest aus.
Am 14. August wurde das U-Boot in der Biskaya von einer britischen Liberator mit Leigh Light erfasst und attackiert. Die etwas später eintreffende britische Fregatte HMS Essington erfasste ein auf Grund still liegendes großes Objekt, das mit Wasserbomben belegt wurde. Daraufhin trieb über mehrere Stunden lang zähflüssiges Öl auf, das die Versenkung des U-Bootes anzeigte. U 618 sank mit 51 Mann.